# ジョン・カスト (初代ブラウンロー伯爵)

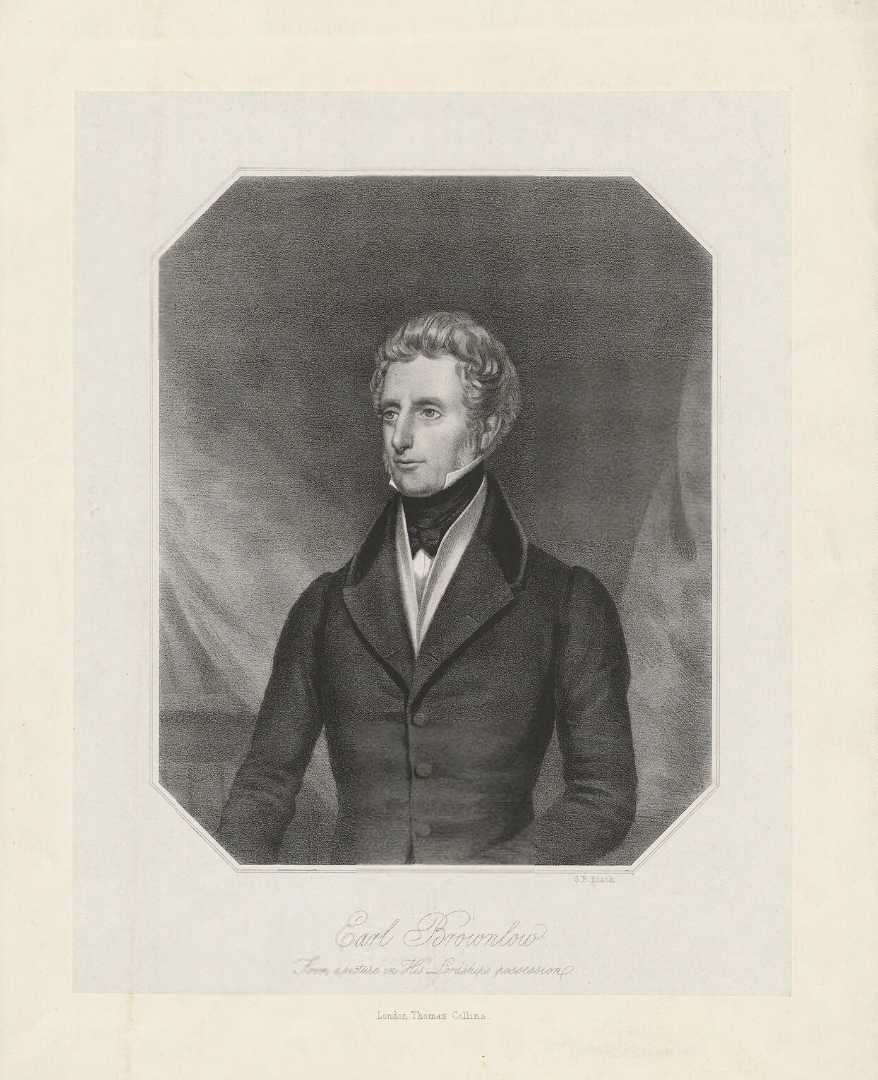
初代ブラウンロー伯爵

初代ブラウンロー伯爵ジョン・カスト（英語: John Cust, 1st Earl Brownlow GCH FRS FSA、1779年8月19日 – 1853年9月15日）は、イギリスの貴族、政治家。トーリー党に属し、庶民院議員（在任：1802年 – 1807年）、リンカンシャー統監（在任：1809年 – 1852年）を務めた。

## 生涯
初代ブラウンロー男爵ブラウンロー・カストと2人目の妻フランシス（Frances、旧姓バンクス（Bankes）、1756年8月6日 – 1847年4月13日、サー・ヘンリー・バンクスの娘）の息子として、1779年8月19日に生まれた。1788年から1793年までイートン・カレッジで教育を受けた後、1797年4月12日にケンブリッジ大学トリニティ・カレッジに入学、1801年にM.A.の学位を修得した。1801年5月7日、ロンドン考古協会フェローに選出された。
1798年8月25日、リンカンシャー・ヨーマンリー連隊のコルネット（騎兵少尉）に任命された。1803年7月13日、大尉に昇進した。同年9月14日、リンカンシャーの副統監に任命された。1805年1月12日、北リンカンシャー民兵連隊（Royal North Lincolnshire Regiment of Militia）の少佐に任命された。1811年、南リンカンシャー民兵隊（South Lincolnshire militia）隊長に任命された。
父が1796年と1802年の間に初代リブルスデイル男爵トマス・リスターのクリセロー選挙区における影響力（1議席の指名）を購入した結果、1802年、1806年、1807年の総選挙で無投票で当選した。庶民院で演説した記録はなく、アディントン内閣期（1801年 – 1804年）では1804年4月にアイルランド民兵法案の採決で野党に同調、第2次小ピット内閣（1804年 – 1806年）を支持した。1805年5月2日、王立協会フェローに選出された。
1807年12月25日に父が死去すると、ブラウンロー男爵位を継承した。爵位継承以降もクリセロー選挙区で1議席の指名を続けた。1809年2月25日から1852年8月20日までリンカンシャー統監を務めた。1809年8月29日にリンカンシャー海軍次官に任命され、1853年に死去するまで務めた。
1815年に首相リヴァプール伯爵に爵位の昇叙を申請して成功、同年11月17日に連合王国貴族であるブラウンロー伯爵とリンカンシャーにおけるアルフォードのアルフォード子爵に叙された。叙爵申請では政府への支持と民兵隊への貢献を実績として挙げた。
1834年6月10日、オックスフォード大学よりD.C.L.の学位を授与された。同年にロイヤル・ゲルフ勲章ナイト・グランド・クロスを授与された。1835年7月6日、ケンブリッジ大学よりLL.D.の学位を授与された。
1837年奴隷補償法により奴隷所有者への金銭補償が行われ、ブラウンロー伯爵は10,058ポンドの補償金を受け取った。
1853年9月15日にベルトンで死去、息子ジョン・ヒュームに先立たれたため孫ジョン・ウィリアム・スペンサー・ブラウンローが爵位を継承した。

## 家族
1810年7月24日、ソフィア・ヒューム（Sophia Humer、1788年7月31日 – 1814年2月21日、第2代準男爵サー・エイブラハム・ヒュームの娘）と結婚、2男1女をもうけた。
- ジョン・ヒューム（英語版）（1812年10月15日 – 1851年1月3日） - 庶民院議員。1841年2月10日、マリアン・マーガレット・コンプトン（英語版）（1817年6月21日 – 1888年2月9日、第2代ノーサンプトン侯爵スペンサー・コンプトンの娘）と結婚、子供あり。第2代ブラウンロー伯爵ジョン・エジャートン＝カストと第3代ブラウンロー伯爵アデルバート・ブラウンロー＝カスト（英語版）の父[1]
- ソフィア・フランシス（1811年4月14日 – 1882年12月21日） - 1836年2月10日、クリストファー・タワー（英語版）と結婚、子供あり[16]
- チャールズ・ヘンリー（英語版）（1813年9月27日 – 1875年5月23日） - 庶民院議員。1842年9月8日、キャロライン・ソフィア・マクドナルド（Caroline Sophia Macdonald、1887年10月16日没、レジナルド・ジョージ・マクドナルドの娘）と結婚、子供あり[16]

1818年9月22日、キャロライン・フラッディアー（Caroline Fludyer、1794年6月5日 – 1824年7月4日、ジョージ・フラッディアーの娘）と再婚、4女をもうけた。
- キャロライン・メアリー（1819年11月25日 – 1898年8月29日） - 生涯未婚[16]
- アメリア（1821年8月6日 – 1870年8月30日） - 生涯未婚[16]
- キャサリン・アン（1822年11月18日 – 1885年10月18日） - 1850年8月1日、クランリー子爵アーサー・ジョージ・オンズロー（Arthur George Onslow, Viscount Cranley、1856年8月2日没、第3代オンズロー伯爵アーサー・ジョージ・オンズロー（英語版）の息子）と結婚、子供あり[16]
- エリザベス（1824年没[16]）

1828年7月17日、エマ・ソフィア・エッジカム（1791年7月28日 – 1872年1月28日、第2代マウント・エッジカム伯爵リチャード・エッジカムの娘）と再婚したが、2人の間に子供はいなかった。